# Jockey Club Gold Cup
Pour les articles homonymes, voir Jockey (homonymie).
Groupe 1
La Jockey Club Gold Cup est une course hippique de plat se déroulant à l'automne sur l'hippodrome de Belmont Park à Belmont, dans la banlieue de New York aux États-Unis.

## Caractéristiques
Créée en 1919, d'abord nommée Jockey Club Stakes, c'est une course de groupe 1, réservée aux chevaux de 3 ans et plus, disputée sur 2 000 mètres, piste en sable. Jusqu'en 1975, elle se déroulait sur 3 200 mètres. L'allocation s'élève à 1 250 000 dollars.
Elle fut le cadre d'un affrontement pour le moins original en 1920 entre la légende des courses américaines Man o'War et le seul Damask, que son propriétaire Harry Payne Whitney engagea dans la course pour éviter au phénomène de courir seul ; Damask termina à 15 longueurs, le jockey de Man o'War ayant reçu pour consigne de ne pas humilier son adversaire. En 1978, deux lauréats de la Triple Couronne américaine s'y affrontèrent, Seattle Slew et Affirmed, tous deux devant s'avouer vaincus face à Exceller, poulain français exilé outre-Atlantique. Le crack Kelso a quant à lui réussi l'exploit d'inscrire son nom cinq fois au palmarès, soit le record dans un groupe 1.

## Palmarès
| Année | Vainqueur          | Pays        | Père               | Jockey               | Entraîneur              | Propriétaire                        | Deuxième           | Troisième         | Temps   |
| ----- | ------------------ | ----------- | ------------------ | -------------------- | ----------------------- | ----------------------------------- | ------------------ | ----------------- | ------- |
| 2024  | Highlands Falls    | États-Unis  | Curlin             | Flavien Prat         | Brad Cox                | Godolphin                           | Pyrenees           | Disarm            | 2'03"25 |
| 2023  | Bright Future      | États-Unis  | Curlin             | Javier Castellano    | Todd A. Pletcher        | Repole Stable & St Elias Stable     | Proxy              | Tyson             | 2'03"00 |
| 2022  | Olympiad           | États-Unis  | Speightstown       | Junior Alvarado      | Bill Mott               | Grandview Equine & Cheyenne Stables | Americanrevolution | First Captain     | 2'02"11 |
| 2021  | Max Player         | États-Unis  | Honor Code         | Ricardo Santana, Jr. | Steve Asmussen          | George E. Hall                      | Happy Saver        | Forza Di Oro      | 2'02"49 |
| 2020  | Happy Saver        | États-Unis  | Super Saver        | Irad Ortiz Jr.       | Todd Pletcher           | Wertheimer & Frère                  | Mystic Guide       | Tacitus           | 2'01"77 |
| 2019  | Code of Honour     | États-Unis  | Noble Mission      | John Velazquez       | Shug McGaughey          | William S. Farish III               | Vino Rosso         | Tacitus           | 2'00"90 |
| 2018  | Discreet Lover     | États-Unis  | Repent             | Manuel Franco        | Uriah St. Lewis         | Uriah St. Lewis                     | Thunder Snow       | Mendelssohn       | 1'59"99 |
| 2017  | Diversify          | États-Unis  | Bellamy Road       | Irad Ortiz Jr.       | Richard Violette Jr.    | Lauren & Ralph Evans                | Keen Ice           | Pavel             | 2'00"96 |
| 2016  | Hoppertunity       | États-Unis  | Any Given Saturday | John Velazquez       | Bob Baffert             | Watson, Pegram & Weitman            | Effinex            | Protonico         | 2'00"68 |
| 2015  | Tonalist           | États-Unis  | Tapit              | John Velazquez       | Christophe Clément      | Robert S. Evans                     | Wicked Strong      | Effinex           | 2'02"16 |
| 2014  | Tonalist           | États-Unis  | Tapit              | Joel Rosario         | Christophe Clément      | Robert S. Evans                     | Zivo               | Long River        | 2'02"12 |
| 2013  | Ron the Greek      | États-Unis  | Full Mandate       | Jose Lezcano         | William I. Mott         | Brous Stable/Wachtel Stable et al.  | Palace Malice      | Flat Out          | 1'59"70 |
| 2012  | Flat Out           | États-Unis  | Flatter            | Joel Rosario         | William I. Mott         | Preston Stables                     | Stay Thirsty       | Fort Larned       | 2'01"44 |
| 2011  | Flat Out           | États-Unis  | Flatter            | Alex Solis           | Scooter Dickey          | Preston Stables                     | Drosselmeyer       | Stay Thirsty      | 2'03"17 |
| 2010  | Haynesfield        | États-Unis  | Speightstown       | Ramon Dominguez      | Steve Asmussen          | Turtle Bird Stable                  | Blame              | Fly Down          | 2'02"48 |
| 2009  | Summer Bird        | États-Unis  | Birdstone          | Kent J. Desormeaux   | Tim A. Ice              | Jayaraman, Kalarikkal & Vilasini    | Quality Road       | Tizway            | 2'02"51 |
| 2008  | Curlin             | États-Unis  | Smart Strike       | Robby Albarado       | Steve Asmussen          | Stonestreet Stables et al.          | Wanderin Boy       | Merchant Marine   | 2'01"93 |
| 2007  | Curlin             | États-Unis  | Smart Strike       | Robby Albarado       | Steve Asmussen          | Stonestreet Stables et al.          | Lawyer Ron         | Political Force   | 2'01"20 |
| 2006  | Bernardini         | États-Unis  | A.P. Indy          | Javier Castellano    | Thomas Albertrani       | Darley Stable                       | Wanderin Boy       | Andromedas Hero   | 2'01"02 |
| 2005  | Borrego            | États-Unis  | El Prado           | Garrett Gomez        | C. Beau Greely          | Kelly, Scott, Ralls, Foster         | Suave              | Sun King          | 2'02"86 |
| 2004  | Funny Cide         | États-Unis  | Distorted Humor    | Jose Santos          | Barclay Tagg            | Sackatoga Stable                    | Newfoundland       | The Cliffs Edge   | 2'02"44 |
| 2003  | Mineshaft          | Royaume-Uni | A.P. Indy          | Robby Albarado       | Neil J. Howard          | William S. Farish III               | Quest              | Evening Attire    | 2'00"25 |
| 2002  | Evening Attire     | États-Unis  | Black Tie Affair   | Shaun Bridgmohan     | Patrick J. Kelly        | Grant, Grant, Kelly                 | Lido Palace        | Harlan's Holiday  | 1'59"58 |
| 2001  | Aptitude           | États-Unis  | A.P. Indy          | Jerry D. Bailey      | Robert J. Frankel       | Juddmonte Farm                      | Generous Rosi      | Country Be Gold   | 2'01"49 |
| 2000  | Albert the Great   | États-Unis  | Go For Gin         | Jorge F. Chavez      | Nick Zito               | Tracy Farmer                        | Gander             | Vision And Verse  | 1'59"24 |
| 1999  | River Keen         | Irlande     | Keen               | Chris Antley         | Bob Baffert             | Hugo Reynolds                       | Behrens            | Almutawakel       | 2'01"40 |
| 1998  | Wagon Limit        | États-Unis  | Conquistador Cielo | Robbie Davis         | H. Allen Jerkens        | Joseph V. Shields, Jr.              | Gentlemen          | Skip Away         | 2'00"62 |
| 1997  | Skip Away          | États-Unis  | Skip Trial         | Jerry D. Bailey      | Hubert Hine             | Hubert Hine                         | Instant Friendship | Wagon Limit       | 1'58"89 |
| 1996  | Skip Away          | États-Unis  | Skip Trial         | Shane Sellers        | Hubert Hine             | Hubert Hine                         | Cigar              | Louis Quatorze    | 2'00"70 |
| 1995  | Cigar              | États-Unis  | Palace Music       | Jerry D. Bailey      | William I. Mott         | Allen Paulson                       | Unaccounted For    | Star Standard     | 2'01"29 |
| 1994  | Colonial Affair    | États-Unis  | Pleasant Colony    | Jose Santos          | Flint S. Schulhofer     | Centennial Farms                    | Devil His Due      | Flag Down         | 2'02"19 |
| 1993  | Miner's Mark       | États-Unis  | Mr. Prospector     | Chris McCarron       | Claude R. McGaughey III | Ogden Phipps                        | Colonial Affair    | Brunswick         | 2'02"79 |
| 1992  | Pleasant Tap       | États-Unis  | Pleasant Colony    | Gary L. Stevens      | Christopher Speckert    | Buckland Farm                       | Strike The Gold    | A.P. Indy         | 1'58"95 |
| 1991  | Festin             | Argentine   | Mat-Boy            | Eddie Delahoussaye   | Ron McAnally            | Kinerk Burton                       | Chief Honcho       | Strike The Gold   | 2'00"69 |
| 1990  | Flying Continental | États-Unis  | Flying Paster      | Corey Black          | Jay M. Robbins          | Jack Kent Cooke                     | De Roche           | Izvestia          | 2'00"60 |
| 1989  | Easy Goer          | États-Unis  | Alydar             | Pat Day              | Claude R. McGaughey III | Ogden Phipps                        | Cryptoclearance    | Forever Silver    | 2'29"20 |
| 1988  | Waquoit            | États-Unis  | Relaunch           | Jose Santos          | Guido Federico          | Joseph Federico                     | Personal Flag      | Easy N' Dirty     | 2'27"60 |
| 1987  | Creme Fraiche      | États-Unis  | Rich Cream         | Laffit Pincay, Jr.   | Woody Stephens          | Brushwood Stable                    | Java Gold          | Easy N' Dirty     | 2'30"80 |
| 1986  | Creme Fraiche      | États-Unis  | Rich Cream         | Randy Romero         | Woody Stephens          | Brushwood Stable                    | Turkoman           | Danzig Connection | 2'28"00 |
| 1985  | Vanlandingham      | États-Unis  | Cox's Ridge        | Pat Day              | Claude R. McGaughey III | Loblolly Stable                     | Gate Dancer        | Creme Fraiche     | 2'27"00 |
| 1984  | Slew o' Gold       | États-Unis  | Seattle Slew       | Angel Cordero, Jr.   | John O. Hertler         | Equusequitey Stable                 |                    |                   | 2'28"80 |
| 1983  | Slew o' Gold       | États-Unis  | Seattle Slew       | Angel Cordero, Jr.   | Sidney Watters, Jr.     | Equusequitey Stable                 | Highland Blade     | Bounding Basque   | 2'26"20 |
| 1982  | Lemhi Gold         | États-Unis  | Vaguely Noble      | Chris McCarron       | Laz Barrera             | Aaron U. Jones                      | Silver Supreme     | Christmas Past    | 2'31"20 |
| 1981  | John Henry         | États-Unis  | Ole Bob Bowers     | Bill Shoemaker       | Victor J. Nickerson     | Dotsam Stable                       | Peat Moss          | Relaxing          | 2'28"40 |
| 1980  | Temperence Hill    | États-Unis  | Stop The Music     | Eddie Maple          | Joseph B. Cantey        | Loblolly Stable                     | John Henry         | Ivory Hunter      | 2'30"20 |
| 1979  | Affirmed           | États-Unis  | Exclusive Native   | Laffit Pincay, Jr.   | Laz Barrera             | Harbor View Farm                    | Spectacular Bid    | Coastal           | 2'27"40 |
| 1978  | Exceller           | France      | Vaguely Noble      | Bill Shoemaker       | Charles E. Whittingham  | Nelson Bunker Hunt                  | Seattle Slew       | Great Contractor  | 2'27"20 |
| 1977  | On The Sly         | États-Unis  | Roi Dagobert       | Gregg McCarron       | Milton W. Gross         | Balmak Stable                       | Great Contractor   | Cox's Ridge       | 2'28"20 |
| 1976  | Great Contractor   | États-Unis  | Selari             | Pat Day              | Roger Laurin            | Howard P. Wilson                    | Appassionato       | Revidere          | 2'28"80 |
| 1975  | Group Plan         | États-Unis  | Intentionally      | Jorge Velasquez      | H. Allen Jerkens        | Hobeau Farm                         | Wajima             | Outdoors          | 3'23"20 |
| 1974  | Forego             | États-Unis  | Forli              | Heliodoro Gustines   | Sherrill W. Ward        | Lazy F Ranch                        | Copte              | Group Plan        | 3'21"20 |
| 1973  | Prove Out          | États-Unis  | Graustark          | Jorge Velasquez      | H. Allen Jerkens        | Hobeau Farm                         | Loud               | Twice A Prince    | 3'20"00 |
| 1972  | Autobiography      | États-Unis  | Sky High           | Angel Cordero, Jr.   | Pancho Martin           | Sigmund Sommer                      | Key To The Mint    | Riva Ridge        | 3'21"40 |
| 1971  | Shuvee             | États-Unis  | Nashua             | Jorge Velasquez      | Willard C. Freeman      | Whitney A. Stone                    | Paraje             | Loud              | 3'20"40 |
| 1970  | Shuvee             | États-Unis  | Nashua             | Ron Turcotte         | Willard C. Freeman      | Whitney A. Stone                    | Loud               | Hydrologist       | 3'21"60 |
| 1969  | Arts and Letters   | États-Unis  | Ribot              | Braulio Baeza        | J. Elliott Burch        | Rokeby Stables                      | Nodouble           | Harem Lady        | 3'22"40 |
| 1968  | Quicken Tree       | États-Unis  | Royal Orbit        | William Hartack      | Clyde Turk              | L. R. Rowan/ W. Whitney             | Funny Fellow       | Chompion          | 3'22"80 |
| 1967  | Damascus           | États-Unis  | Sword Dancer       | Bill Shoemaker       | Frank Y. Whiteley, Jr.  | Edith W. Bancroft                   | Handsome Boy       | Successor         | 3'20"20 |
| 1966  | Buckpasser         | États-Unis  | Tom Fool           | Braulio Baeza        | Edward A. Neloy         | Ogden Phipps                        | Niarkos            | Ohara             | 3'26"20 |
| 1965  | Roman Brother      | États-Unis  | Third Brother      | Braulio Baeza        | Burley Parke            | Harbor View Farm                    | Berenjenal         | Brave Lad         | 3'22"60 |
| 1964  | Kelso              | États-Unis  | Your Host          | Ismael Valenzuela    | Carl Hanford            | Bohemia Stable                      | Roman Brother      | Quadrangle        | 3'19"20 |
| 1963  | Kelso              | États-Unis  | Your Host          | Ismael Valenzuela    | Carl Hanford            | Bohemia Stable                      | Guadalcanal        | Garwol            | 3'22"00 |
| 1962  | Kelso              | États-Unis  | Your Host          | Ismael Valenzuela    | Carl Hanford            | Bohemia Stable                      | Guadalcanal        | Nickel Boy        | 3'19"80 |
| 1961  | Kelso              | États-Unis  | Your Host          | Eddie Arcaro         | Carl Hanford            | Bohemia Stable                      | Hillsborough       | Peace Isle        | 3'25"80 |
| 1960  | Kelso              | États-Unis  | Your Host          | Eddie Arcaro         | Carl Hanford            | Bohemia Stable                      | Don Poggio         | Bald Eagle        | 3'19"40 |
| 1959  | Sword Dancer       | États-Unis  | Sunglow            | Eddie Arcaro         | J. Elliott Burch        | Brookmeade Stable                   | Round Table        | Tudor Era         | 3'22"20 |
| 1958  | Inside Tract       | États-Unis  | Ace Admiral        | Conn McCreary        | John J. Weipert, Jr.    | D & M Stable                        | Dotted Line        | Civet             | 3'23"40 |
| 1957  | Gallant Man        | États-Unis  | Migoli             | Bill Shoemaker       | John A. Nerud           | Ralph Lowe                          | Third Brother      | Reneged           | 3'23"00 |
| 1956  | Nashua             | États-Unis  | Nasrullah          | Eddie Arcaro         | James E. Fitzsimmons    | Leslie Combs II                     | Riley              | Third Brother     | 3'20"40 |
| 1955  | Nashua             | États-Unis  | Nasrullah          | Eddie Arcaro         | James E. Fitzsimmons    | Belair Stud                         | Thinking Cap       | Mark's Puzzle     | 3'24"80 |
| 1954  | High Gun           | États-Unis  | Heliopolis         | Eddie Arcaro         | Max Hirsch              | King Ranch                          | Fisherman          | Bicarb            | 3'25"80 |
| 1953  | Level Lea          | États-Unis  | Bull Lea           | William Boland       | Not found               | John Shaffer Phipps                 | Alerted            | Platan            | 3'27"00 |
| 1952  | One Count          | États-Unis  | Count Fleet        | Dave Gorman          | Oscar White             | Walter M. Jeffords, Sr.             | Mark-Ye-Well       | Crafty Admiral    | 3'24"20 |
| 1951  | Counterpoint       | États-Unis  | Count Fleet        | Dave Gorman          | Sylvester Veitch        | Cornelius Vanderbilt Whitney        | Hill Prince        | Kiss Me Kate      | 3'21"60 |
| 1950  | Hill Prince        | États-Unis  | Princequillo       | Dave Gorman          | J. Homer Hayes          | Christopher Chenery                 | Noor               | Adile             | 3'22"40 |
| 1949  | Ponder             | États-Unis  | Pensive            | Eddie Arcaro         | Ben A. Jones            | Calumet Farm                        | Flying Missel      | Miss Request      | 3'22"80 |
| 1948  | Citation           | États-Unis  | Bull Lea           | Eddie Arcaro         | Ben A. Jones            | Calumet Farm                        | Phalanx            | Beauchef          | 3'21"60 |
| 1947  | Phalanx            | États-Unis  | Pilate             | Ruperto Donoso       | Sylvester Veitch        | Cornelius Vanderbilt Whitney        | Talon              | Stymie            | 3'21"60 |
| 1946  | Pavot              | États-Unis  | Case Ace           | Eddie Arcaro         | Oscar White             | Walter M. Jeffords, Sr.             | Stymie             | Rico Monte        | 3'22"60 |
| 1945  | Pot o'Luck         | États-Unis  | Chance Play        | Douglas Dodson       | Ben A. Jones            | Calumet Farm                        | Eurasian           | Stymie            | 3'27"40 |
| 1944  | Bolingbroke        | États-Unis  | Equipoise          | Robert Permane       | James E. Fitzsimmons    | Townsend B. Martin                  | Strategic          | Devil Diver       | 3'27"20 |
| 1943  | Princequillo       | États-Unis  | Prince Rose        | Conn McCreary        | Horatio Luro            | Boone Hall Stable                   | Fairy Manhurst     | Bolingbroke       | 3'23"80 |
| 1942  | Whirlaway          | États-Unis  | Blenheim           | George Woolf         | Ben A. Jones            | Calumet Farm                        | Alsab              | Bolingbroke       | 3'21"60 |
| 1941  | Market Wise        | États-Unis  | Brokers Tip        | Basil James          | George W. Carroll       | Louis Tufano                        | Whirlaway          | Fenelon           | 3'20"80 |
| 1940  | Fenelon            | États-Unis  | Sir Gallahad III   | James Stout          | James E. Fitzsimmons    | Belair Stud                         | Iron Shot          | Olympus           | 3'24"40 |
| 1939  | Cravat             | États-Unis  | Sickle             | Basil James          | Walter Burrows          | Townsend B. Martin                  | Isolater           | Shangay Lily      | 3'23"00 |
| 1938  | War Admiral        | États-Unis  | Man o' War         | Wayne D. Wright      | George Conway           | Glen Riddle Farm                    | Magic Hour         | Jolly Tar         | 3'24"80 |
| 1937  | Firethorn          | États-Unis  | Sun Briar          | Harry C. Richards    | Preston M. Burch        | Walter M. Jeffords, Sr.             | Count Arthur       | Moonton           | 3'26"00 |
| 1936  | Count Arthur       | États-Unis  | Reigh Count        | James Stout          | Frank Hackett           | John D. Hertz                       | Memory Book        | Giant Killer      | 3'24"40 |
| 1935  | Firethorn          | États-Unis  | Sun Briar          | Eddie Arcaro         | Preston M. Burch        | Walter M. Jeffords, Sr.             | Judy Ogrady        | Gallant Prince    | 3'24"20 |
| 1934  | Dark Secret        | États-Unis  | Flying Ebony       | Charles Kurtsinger   | James E. Fitzsimmons    | Wheatley Stable                     | Faireno            | Inlander          | 3'24"60 |
| 1933  | Dark Secret        | États-Unis  | Flying Ebony       | Hank Mills           | James E. Fitzsimmons    | Wheatley Stable                     | Gusto              | Equipoise         | 3'25"20 |
| 1932  | Gusto              | États-Unis  | American Flag      | Buddy Hanford        | Max Hirsch              | Morton L. Schwartz                  | Blenheim           | Masked Knight     | 3'25"20 |
| 1931  | Twenty Grand       | États-Unis  | St Germans         | Charles Kurtsinger   | James G. Rowe, Jr.      | Greentree Stable                    | Blenheim           | Barometer         | 3'23"40 |
| 1930  | Gallant Fox        | États-Unis  | Sir Gallahad III   | Earl Sande           | James E. Fitzsimmons    | Belair Stud                         | Yarn               | Frisius           | 3'24"40 |
| 1929  | Diavolo            | États-Unis  | Whisk Broom        | John Maiben          | James E. Fitzsimmons    | Wheatley Stable                     | Double Pay         | The Nut           | 3'24"00 |
| 1928  | Reigh Count        | États-Unis  | Sunreigh           | Chick Lang           | Bert S. Michell         | John D. Hertz                       | Chance Shot        | Display           | 3'23"00 |
| 1927  | Chance Play        | États-Unis  | Fair Play          | Earl Sande           | John I. Smith           | Log Cabin Stable                    | Display            | Forever And Ever  | 3'23"00 |
| 1926  | Crusader           | États-Unis  | Man o' War         | Albert Johnson       | George Conway           | Glen Riddle Farm                    | Espino             | Altawood          | 3'26"00 |
| 1925  | Altawood           | États-Unis  | Master Robert      | John Maiben          | G. Hamilton Keene       | Joseph E. Widener                   | Aga Khan           | Swope             | 3'26"00 |
| 1924  | My Play            | États-Unis  | Fair Play          | Andy Schuttinger     | Roy Waldron             | Lexington Stable                    | King Solomons Seal | My Own            | 3'25"60 |
| 1923  | Homestretch        | États-Unis  | Bard of Hope       | Chick Lang           | Ernest Sletas           | H. Alterman                         | Vigil              | Pettifogger       | 3'24"20 |
| 1922  | Mad Hatter         | États-Unis  | Fair Play          | Earl Sande           | Sam Hildreth            | Rancocas Stable                     | Bit Of White       | Pillory           | 3'22"60 |
| 1921  | Mad Hatter         | États-Unis  | Fair Play          | Earl Sande           | Sam Hildreth            | Rancocas Stable                     | Grey Lag           | Touch Me Not      | 3'22"40 |
| 1920  | Man o' War         | États-Unis  | Fair Play          | Clarence Kummer      | Louis Feustel           | Glen Riddle Farm                    | Damask             |                   | 2'28"80 |
| 1919  | Purchase           | États-Unis  | Ormondale          | Clarence Kummer      | Sam Hildreth            | Glen Riddle Farm                    |                    |                   | 2'28"80 |